# Begonia peltatifolia
Begonia peltatifolia é uma espécie de Begonia, nativa da China.